# Babičky
Babičky är en ort i Tjeckien.   Den ligger i regionen Mellersta Böhmen, i den centrala delen av landet, 23 km öster om huvudstaden Prag. Babičky ligger 400 meter över havet och antalet invånare är 980.
Terrängen runt Babičky är lite kuperad. Runt Babičky är det ganska tätbefolkat, med 58 invånare per kvadratkilometer. Närmaste större samhälle är Říčany, 5,5 km väster om Babičky. I omgivningarna runt Babičky växer i huvudsak blandskog.